# جیمز جاستین
جیمز میشل جاستین (انگلیسی: James Justin؛ زادهٔ ۲۳ فوریهٔ ۱۹۹۸) بازیکن فوتبال اهل انگلستان است که برای تیم فوتبال لستر سیتی در لیگ برتر فوتبال انگلستان بازی می‌کند.
از باشگاه‌هایی که در آن بازی کرده‌است می‌توان به باشگاه فوتبال لوتون تاون و باشگاه فوتبال لستر سیتی اشاره کرد.
وی همچنین در تیم‌های ملی فوتبال زیر ۲۰ سال انگلستان و زیر ۲۱ سال انگلستان بازی کرده‌است.

## عملکرد باشگاهی

### لوتون تاون
جاستین در لوتون، بدفوردشایر متولد شد و در سال ۲۰۰۵ به لوتون تاون پیوست و در رده جوانان باشگاه پیشرفت کرد. او بخشی از تیم زیر ۱۱ سال بود که بایرن مونیخ را با نتیجه ۳–۲ شکست داد و در سال ۲۰۰۹ موفق به کسب جام مستر آراو شد. جاستین به دلیل مصدومیت بازیکنان دیگر به عنوان یک جوان ۱۶ ساله به تیم زیر ۱۸ سال دعوت شد و علی‌رغم اینکه هافبک میانی بود در پست دفاع راست بازی می‌کرد. پس از موفقیت در تیم زیر ۱۸ سال، جاستین همچنین به‌طور منظم در تیم جوانان این باشگاه بازی می‌کرد که در سال ۲۰۱۵ به عنوان قهرمانی بخش جنوب لیگ مرکزی ۱۵–۲۰۱۴ رسید. جاستین اولین قرارداد حرفه ای خود را در ۴ نوامبر ۲۰۱۵ امضا کرد که تا پایان فصل ۱۷–۲۰۱۶ اعتبار داشت. او برای اولین بار در ۱۹ دسامبر در روز مسابقه در لیست تیم اصلی حضور داشت و در پیروزی ۳–۲ لوتون مقابل اکستر سیتی به عنوان یک بازیکن تعویضی روی نیمکت ماند. جاستین عضوی از تیم زیر ۱۸ سال بود که در مسابقات جام اتحادیه جوانان جنوب شرقی و جام اتحادیه جوانان در فصل ۱۶–۲۰۱۵ قهرمان شد و همچنین به مرحله یک چهارم نهایی جام حذفی جوانان انگلستان صعود کرد، که در آن مرحله ۰–۱ به تیم جوانان بلکبرن باخت. او اولین بازی حرفه ای خود را به عنوان یک بازیکن تعویضی در دقیقه ۸۳ به عنوان جانشین استفن اودانل انجام داد و در آخرین بازی فصل ۱۶–۲۰۱۵ در خانه مقابل اکستر سیتی با نتیجه ۴–۱ به پیروزی رسید.
جاستین در فصل ۱۷–۲۰۱۶ وارد تیم اصلی شد و اولین بازی خود را در پست دفاع چپ در پیروزی ۳–۱ در خانه مقابل استون ویلا که در مرحله اول جام اتحادیه انگلستان در ۱۰ اوت ۲۰۱۶ انجام شد، انجام داد. او قبل از پیروزی ۲–۱ لوتون مقابل لیتون اورینت در ۱۵ اکتبر، هنگام گرم شدن از ناحیه ساق پا دچار آسیب دیدگی شد و برای پیروزی ۳–۱ در خارج از خانه مقابل اکستر سیتی در دور اول جام حذفی در ۵ نوامبر به تیم بازگشت. جاستین پس از ۱۴ بازی در تمام مسابقات در طی نیم فصل در چندین پست مختلف از جمله در پست دفاع راست و به عنوان وینگر چپ، یک قرارداد دو و نیم ساله جدید امضا کرد تا او را تا تابستان ۲۰۱۹ در لوتون نگه دارد. او به عنوان بهترین بازیکن جوان فصل لوتون تاون انتخاب شد که توسط تیم مدیریتی شهر لوتون انتخاب می‌شود. جاستین در ۲۹ آوریل ۲۰۱۷ اولین گل حرفه ای خود را در پیروزی ۴–۱ خارج از خانه مقابل آکرینگتون استنلی به ثمر رساند، اما پس از آنکه در مسابقه بعدی در برتری ۳–۱ در خانه مورکم دچار پیچ خوردگی رباط مچ پا شد، با برانکارد از زمین خارج شد. با این حال، او به موقع بهبود یافت تا در نیمه نهایی پلی آف به مصاف بلکپول برود و در مجموع با نتیجه ۵–۶ شکست خورد. جاستین فصل را با ۳۹ بازی و یک گل به پایان رساند. در ۱۲ ژوئیه ۲۰۱۷، لوتون پیشنهاد ۱ میلیون پوندی باشگاه ناتینگهام فارست برای فروش جاستین رد کرد. در اواخر همان ماه، جاستین با امضای قرارداد لوتون تاون برای تمدید تا سال ۲۰۲۰ موافقت کرد.
قرارداد وی در پایان فصل ۱۸–۲۰۱۷ پس از اینکه بند صعود در نتیجه صعود لوتون به لیگ یک منعقد شده بود، یک سال دیگر تمدید شد.

### لسترسیتی
جاستین در ۲۸ ژوئن ۲۰۱۹ با عقد قراردادی ۵ ساله با پرداخت هزینه نامعلومی برای باشگاه لستر سیتی قرارداد امضا کرد. او در اولین بازی خود در پیروزی ۴–۰ خارج از خانه مقابل باشگاه سابقش لوتون در دور سوم جام اتحادیه در ۲۴ سپتامبر به گل رسید.

## عملکرد بین‌المللی
در تاریخ ۱ ژوئن ۲۰۱۷، جاستین پیش از مسابقات قهرمانی زیر ۱۹ سال اروپا ۲۰۱۷ به تیم زیر ۱۹ سال انگلیس برای یک اردوی آماده‌سازی در اسپانیا فراخوانده شد. وی برای دو اردوی آموزشی بیشتر توسط کیت داونینگ دعوت شد، اما در ترکیب ۱۸ نفره نهایی قرار نگرفت. جاستین اولین فراخوان خود را برای تیم زیر ۲۰ سال انگلیس در ۲۴ اوت ۲۰۱۷ برای دو بازی دوستانه مقابل هلند و سوئیس دریافت کرد. او اولین بازی خود را یک هفته بعد در پیروزی ۳–۰ مقابل هلند انجام داد و در دقیقه ۷۴ به عنوان بازیکن تعویضی وارد زمین شد. جاستین دومین بازی خود را در مقابل سوئیس چهار روز بعد انجام داد، قبل از اینکه در ۶۲ دقیقه تعویض شود و بازی با تساوی ۰–۰ به پایان رسید.
جاستین برای اولین بار در تاریخ ۳۰ اوت ۲۰۱۹ برای دو مسابقه مقدماتی قهرمانی زیر ۲۱ سال اروپا در برابر ترکیه و کوزوو به تیم زیر ۲۱ سال انگلیس دعوت شد. او اولین بازی خود را به عنوان یک بازیکن تعویضی دقیقه ۸۰ به عنوان جانشین مکس آرونز مصدوم در پیروزی ۲–۰ مقابل کوزوو در ۹ سپتامبر انجام داد.

## سبک بازی
جاستین در درجه اول به عنوان یک دفاع راست بازی می‌کند. از او به عنوان «همه کاره» و «حمله گرا» یاد شده‌است و قادر به بازی در پست‌های دفاع چپ، هافبک میانی، هافبک راست و وینگر چپ است.

## افتخارات

#### لوتون تاون
- قهرمانی لیگ یک فوتبال انگلستان: ۱۹–۲۰۱۸
- حذف در مرحله پلی آف لیگ دو فوتبال انگلستان: ۱۸–۲۰۱۷

#### فردی
- بهترین بازیکن جوان فصل لوتون تاون: ۱۷–۲۰۱۶، ۱۹–۲۰۱۸
- بهترین بازیکن جوان ماه لیگ یک: نوامبر ۲۰۱۸
- ترکیب تیم منتخب فصل لیگ یک: ۱۹–۲۰۱۸